# Morane-Saulnier MoS-50
Morane-Saulnier MoS-50 (còn viết là MS.50) là một loại máy bay huấn luyện của Pháp, chế tạo năm 1924.

## Biến thể
Morane-Saulier M.S.50
Morane-Saulier M.S.51
Morane-Saulier M.S.53

## Quốc gia sử dụng
PhápKhông quân Pháp
 Phần LanKhông quân Phần Lan
 Thổ Nhĩ KỳKhông quân Thổ Nhĩ Kỳ

## Tính năng kỹ chiến thuật (MoS-50)
Dữ liệu lấy từ Thulinista Hornettiin
Đặc tính tổng quan
- Kíp lái: 2
- Chiều dài: 7,6 m (24 ft 11 in)
- Sải cánh: 11,7 m (38 ft 5 in)
- Chiều cao: 3,1 m (10 ft 2 in)
- Diện tích cánh: 24 m2 (260 foot vuông)
- Trọng lượng cất cánh tối đa: 860 kg (1.896 lb)
- Động cơ: 1 × Clerget 9B , 100 kW (130 hp)

Hiệu suất bay
- Vận tốc cực đại: 170 km/h (106 mph; 92 kn)
- Thời gian bay: 2½ giờ
- Trần bay: 5.500 m (18.045 ft)
- Vận tốc lên cao: 2 m/s (390 ft/min)